# Tommy Tucker (chanteur)
Pour les articles homonymes, voir Tommy Tucker et Tucker.
Tommy Tucker (5 mars 1933, Springfield, Ohio - 22 janvier 1982, Newark, New Jersey) est un auteur-compositeur, pianiste et organiste de blues américain. Il est surtout connu pour son hit de 1964, Hi-Heel Sneakers.

## Biographie
Né Robert Higginbotham, il est le cinquième des onze enfants de Leroy et Mary Higginbotham. Il apprend l'orgue très tôt, et joue dans des groupes de jazz ou de doo-wop à Springfield et à Dayton, Ohio. Il déménage en 1961 à Newark, où il signe un contrat avec Atco, et livre quelques enregistrements sous le nom de Tee Tucker. Pendant un temps, il pratique la boxe en amateur dans le circuit Golden Gloves. Il se produit dans une discothèque de New York, le Lighthouse, avec un groupe où figure également le jeune Jimi Hendrix.
Herb Abramson, fondateur d’Atco, quitte le label et emmène Tucker avec lui. Ils enregistrent Hi-Heel Sneakers, un blues à 12 mesures qui rappelle un peu le Big Boss Man de Jimmy Reed. La chanson, publiée par le label Checker, se classe en 11e position du Billboard Hot 100 en février 1964, et atteint la 23e place dans le UK Singles Chart.
Abramson continue de produire Tucker pour Checker ou pour son propre label Festival Records, mais les disques suivants, dont Long Tall Shorty, ne rencontrent pas le même succcès. Au cours des années 1960, il tourne aux États-Unis en compagnie de Dionne Warwick et Ray Charles, et se produit également en Europe. Parmi les musiciens ayant joué sur ses albums, on compte notamment Louisiana Red, Willie Dixon et Donny Hathaway. Tucker co-écrit une chanson avec Ahmet Ertegün, le fondateur d'Atlantic Records, intitulée My Girl (I Really Love Her So).
Tucker s'éloigne de l'industrie musicale à la fin de la décennie, occupant un poste d'agent immobilier dans le New Jersey. Il écrit également à la pige pour un journal local à East Orange, sur le sort et l'ignorance des musiciens Afro-américains, leur crédulité et leur exploitation en général par les médias à dominante blanche.
Tommy Tucker meurt le 22 janvier 1982 à l'âge de 48 ans au College Hospital de Newark après avoir inhalé du tétrachlorure de carbone en restaurant les parquets de sa maison, bien que sa mort ait été attribuée à une intoxication alimentaire causée par un mauvais hamburger.
Ses enregistrement font partie des milliers d'autres partis en fumée lors de l'incendie d'Universal en 2008.